# 20e Primetime Emmy Awards
De 20e Primetime Emmy Awards, waarbij prijzen werden uitgereikt in verschillende categorieën voor de beste Amerikaanse televisieprogramma's die in primetime werden uitgezonden tijdens het televisieseizoen 1967-1968, vond plaats op 19 mei 1968.

## Winnaars en nominaties - televisieprogramma's
(De winnaars staan bovenaan in vet lettertype.)

#### Dramaserie
(Outstanding Drama Series)
- Mission: Impossible
  - The Avengers
  - I Spy
  - NET Playhouse
  - Run for Your Life
  - Star Trek

#### Komische serie
(Outstanding Comedy Series)
- Get Smart
  - Bewitched
  - Family Affair
  - Hogan's Heroes
  - The Lucy Show

## Winnaars en nominaties - acteurs

### Hoofdrollen

#### Mannelijke hoofdrol in een dramaserie
(Outstanding Continued Performance by an Actor in a Leading Role in a Dramatic Series)
- Bill Cosby als Alexander Scott in I Spy
  - Raymond Burr als Robert T. Ironside in Ironside
  - Robert Culp als Kelly Robinson in I Spy
  - Ben Gazzara als Paul Bryan in Run for Your Life
  - Martin Landau als Rollin Hand in Mission: Impossible

#### Mannelijke hoofdrol in een komische serie
(Outstanding Continued Performance by an Actor in a Leading Role in a Comedy Series)
- Don Adams als Maxwell Smart in Get Smart
  - Richard Benjamin als Dick Hollister in He & She
  - Sebastian Cabot als Giles French in Family Affair
  - Brian Keith als Bill Davis in Family Affair
  - Dick York als Darrin Stephens in Bewitched

#### Vrouwelijke hoofdrol in een dramaserie
(Outstanding Continued Performance by an Actress in a Leading Role in a Dramatic Series)
- Barbara Bain als Cinnamon Carter in Mission: Impossible
  - Diana Rigg als Emma Peel in The Avengers
  - Barbara Stanwyck als Victoria Barkley in The Big Valley

#### Vrouwelijke hoofdrol in een komische serie
(Outstanding Continued Performance by an Actress in a Leading Role in a Comedy Series)
- Lucille Ball als Lucy Carmichael in The Lucy Show
  - Barbara Feldon als Agent 99 in Get Smart
  - Elizabeth Montgomery als Samantha Stephens in Bewitched
  - Paula Prentiss als Paula Hollister in He & She
  - Marlo Thomas als Ann Marie in That Girl

### Bijrollen

#### Mannelijke bijrol in een dramaserie
(Outstanding Continuing Performance by an Actor in a Supporting Role in Drama)
- Milburn Stone als Dr. Galen Adams in Gunsmoke
  - Joseph Campanella als Lew Wickersham in Mannix
  - Lawrence Dobkin als Dr. Gettlinger in CBS Playhouse
  - Leonard Nimoy als Spock in Star Trek

#### Mannelijke bijrol in een komische serie
(Outstanding Continuing Performance by a Supporting Actor in a Comedy Series)
- Werner Klemperer als Col. Wilhelm Klink in Hogan's Heroes
  - Jack Cassidy als Oscar North in He & She
  - William Demarest als Uncle Charley O'Casey in My Three Sons
  - Gale Gordon als Theodore J. Mooney in The Lucy Show

#### Vrouwelijke bijrol in een dramaserie
(Outstanding Continuing Performance by an Actress in a Supporting Role in Comedy)
- Barbara Anderson als Officer Eve Whitfield in Ironside
  - Linda Cristal als Victoria Cannon in The High Chaparral
  - Tessie O'Shea als Tessie O'Toole in The Strange Case of Dr. Jekyll and Mr. Hyde

#### Vrouwelijke bijrol in een komische serie
(Outstanding Continuing Performance by a Supporting Actress in a Comedy Series)
- Marion Lorne als Aunt Clara in Bewitched
  - Agnes Moorehead als Endora in Bewitched
  - Marge Redmond als Sister Jacqueline in The Flying Nun
  - Nita Talbot als Marya in Hogan's Heroes